# Joanna Jóźwik
Joanna Jóźwik, née le 30 janvier 1991 à Wałbrzych, est une athlète polonaise spécialiste du 800 mètres.

## Biographie
Joanna Jóźwik est licenciée au AZS-AWF Warszawa à Varsovie. 5e lors des Jeux de la Francophonie en 2013, elle devient championne de Pologne en 2014. Son record est de 2 min 1 s 32 obtenu à Madrid le 19 juillet 2014. Elle porte ce record à 2 min 0 s 58, en demi-finale à Zurich le 14 août 2014 puis à 1 min 59 s 63 en finale où elle décroche la médaille de bronze.
En août 2015, elle atteint la finale des Championnats du monde de Pékin où elle se classe 7e en 1 min 59 s 09. Le 9 juillet 2016, la Polonaise prend la 6e place des Championnats d'Europe d'Amsterdam en 2 min 00 s 57, son meilleur temps de la saison puis termine 5e des Jeux olympiques de Rio en 1 min 57 s 37, son record personnel.
Le 10 février 2017, à Toruń, la Polonaise réalise son 1er chrono en salle sous les 2 minutes, en le stoppant à 1 min 59 s 29. En plus d'être une meilleure performance mondiale de l'année, c'est également un record de Pologne en salle.
Avec ses trois autres victoires au PSD Bank Meeting de Düsseldorf, à Karlsruhe et au Birmingham Indoor Grand Prix, elle  remporte le World Indoor Tour sur 800 mètres.

## Palmarès
| Date | Compétition                        | Lieu                               | Résultat | Temps         |
| ---- | ---------------------------------- | ---------------------------------- | -------- | ------------- |
| 2013 | Championnats d'Europe espoirs      | Tampere                            | 8e       | 2 min 15 s 22 |
| 2013 | Jeux de la Francophonie            | Nice                               | 5e       | 2 min 03 s 76 |
| 2014 | Championnats d'Europe              | Zurich                             | 3e       | 1 min 59 s 63 |
| 2015 | Championnats d'Europe en salle     | Prague                             | 3e       | 2 min 02 s 45 |
| 2015 | Championnats d'Europe par équipes  | Tcheboksary                        | 2e       | 2 min 00 s 30 |
| 2015 | Championnats du monde              | Pékin                              | 7e       | 1 min 59 s 09 |
| 2016 | Championnats d'Europe              | Amsterdam                          | 6e       | 2 min 00 s 57 |
| 2016 | Jeux olympiques                    | Rio de Janeiro                     | 5e       | 1 min 57 s 37 |
| 2017 | Circuit mondial en salle de l'IAAF | Circuit mondial en salle de l'IAAF | 1re      | détails       |
| 2017 | Championnats d'Europe par équipes  | Lille                              | 4e       | 2 min 03 s 81 |
| 2021 | Championnats d'Europe en salle     | Toruń                              | 2e       | 2 min 04 s 00 |

## Records
| Épreuve | Épreuve   | Performance         | Lieu           | Date            |
| ------- | --------- | ------------------- | -------------- | --------------- |
| 800 m   | Plein air | 1 min 57 s 37       | Rio de Janeiro | 21 août 2016    |
| 800 m   | Salle     | 1 min 59 s 29 (NIR) | Toruń          | 10 février 2017 |